# Made in Heaven (película del 2019)
Made in Heaven es una película romántica nigeriana de 2019 dirigida por Toka McBaror y producida por Darlington Abuda. Está protagonizada por Richard Mofe Damijo, Jide Kosoko, Nancy Isime, Ayo Makun, Toyin Abraham, Blossom Chukwujekwu y Lasisi Elenu. La película muestra a sus personajes centrales en busca de ayuda espiritual en su vida diaria.

## Sinopsis
Después de descubrir que su novia lo estaba engañando con un amigo, el tímido Richard se va disgustado del club solo para conocer a Ángela que tuvo un encuentro similar. En la misma noche, ambos murieron y en la fila hacia la Puerta del Juicio, le dijeron a Ángela que podría regresar a la Tierra. Richard entonces buscó una manera y escapó para luchar por el amor de Ángela, aunque esto le fue prohibido por el ángel de la guarda que fue enviado tras él junto con los demonios para asegurarse de que no pueda ganar su amor en siete días, cuyo fracaso resultaría en la condena de su alma.

## Producción
La película fue producida por Peekaboo Consulting Limited y coproducida con Newlink Entertainment Limited, NewOhens Limited y Corporate World Entertainment Limited.

## Elenco
- Richard Mofe-Damijo
- Jide Kosoko
- Nancy Isime
- Toyin Abraham
- Blossom Chukwujekwu
- Lasisi Elenu
- Kemen
- Uche Nwaefuna
- Erica Nlewedim
- Greg Ojefua
- Sam Sunny
- Jay Franklin Jituboh
- Milagro de Otiasah

## Lanzamiento
Se anunció que la película se estrenaría en el verano de 2019. Su estrenó tuvo lugar el domingo 15 de septiembre de 2019 en IMAX Theatre, Lekki, Lagos, Nigeria.